# Torneo de Viena 2023
El Erste Bank Open 2023 fue un torneo de tenis perteneciente al ATP Tour 2023 en la categoría ATP Tour 500. El torneo tuvo lugar en la ciudad de Viena (Austria) desde el 23 hasta el 29 de octubre de 2023 sobre canchas duras.

## Distribución de puntos
| Modalidad            | Campeón | Finalista | Semifinales | Cuartos de final | 2.ª ronda | 1.ª ronda | Clasificados | 2.ª ronda de clasificación | 1.ª ronda de clasificación |
| Individual masculino | 500     | 330       | 200         | 100              | 50        | 0         | 25           | 13                         | 0                          |
| Dobles masculino     | 500     | 300       | 180         | 90               | –         | –         | 45           | 25                         | 0                          |

## Cabezas de serie

### Individuales masculino
| Tenista            | Ranking | Preclasificado |
| Daniil Medvédev    | 3       | 1              |
| Jannik Sinner      | 4       | 2              |
| Andrey Rublev      | 5       | 3              |
| Stefanos Tsitsipas | 7       | 4              |
| Alexander Zverev   | 9       | 5              |
| Tommy Paul         | 12      | 6              |
| Frances Tiafoe     | 14      | 7              |
| Karen Khachanov    | 15      | 8              |

- Ranking del 16 de octubre de 2023.[2]

### Dobles masculino
| Tenistas                          | Ranking | Preclasificados |
| Wesley Koolhof Neal Skupski       | 7       | 1               |
| Rajeev Ram Joe Salisbury          | 15      | 2               |
| Marcelo Arévalo Jean-Julien Rojer | 33      | 3               |
| Sander Gillé Joran Vliegen        | 40      | 4               |

## Campeones

### Individual masculino
Jannik Sinner venció a  Daniil Medvédev por 7-6(9-7), 4-6, 6-3

### Dobles masculino
Rajeev Ram /  Joe Salisbury vencieron a  Nathaniel Lammons /  Jackson Withrow por 6-4, 5-7, [12-10]